# إسرائيل سيلفا ماتوس دي سوزا
إسرائيل سيلفا ماتوس دي سوزا هو لاعب كرة قدم برازيلي في مركز الهجوم، ولد في 24 يونيو 1981 في ساو باولو في البرازيل. لعب مع جمعية بورتوغيزا الرياضية وديبورتيفو بيتابا وميونيسيبال ونادي برازيليا.